# Шикачик яванський
Шика́чик яванський (Coracina javensis) — вид горобцеподібних птахів родини личинкоїдових (Campephagidae). Ендемік Індонезії.

## Поширення і екологія
Яванські шикачики мешкають на островах Ява і Балі. Вони живуть у вологих рівнинних і гірських тропічних лісах.